# Fundação Municipal de Educação de Niterói
Fundação Municipal de Educação (FME) é a autarquia municipal responsável pela administração da rede educacional pública do município de Niterói, Rio de Janeiro. É vinculado a Secretaria Municipal de Educação da Prefeitura Municipal de Niterói. Sua sede é o histórico prédio do Paço Municipal de Niterói, situado no Jardim São João, Centro da cidade.

## Fundamentos
Educação é um dos pilares do desenvolvimento de uma sociedade e de um povo. Niterói, por suas características peculiares, tem dado ênfase à questão educacional através de diversas frentes de trabalho: promovendo e incentivando, com a colaboração da sociedade, o desenvolvimento da pessoa, seu preparo para o exercício da cidadania e a qualificação para o trabalho; proporcionando igualdade de condições para o acesso e a permanência na escola; incentivando a liberdade de aprendizado, ensino, pesquisa e divulgação do pensamento, da arte e do saber; desenvolvendo o pluralismo de idéias e de concepções pedagógicas; valorizando os profissionais de educação; promovendo a gestão democrática do ensino público municipal, buscando assegurar à educação um padrão de qualidade socialmente referenciado.
O Poder Público Municipal e a sociedade civil organizada têm contribuído decisivamente para o desenvolvimento sustentado niteroiense e, por extensão, do leste metropolitano do Estado do Rio de Janeiro. A educação no Município, direcionada para vários níveis e modalidades (Infantil, Fundamental, Especial e de Jovens e Adultos), tem demonstrado, especialmente pelo trabalho de seus profissionais, sua capacidade para atuar na sustentação deste processo de avanço social, tornando-se cada vez mais essencial para a construção de uma sociedade democrática, igualitária, justa e fraterna.

## História

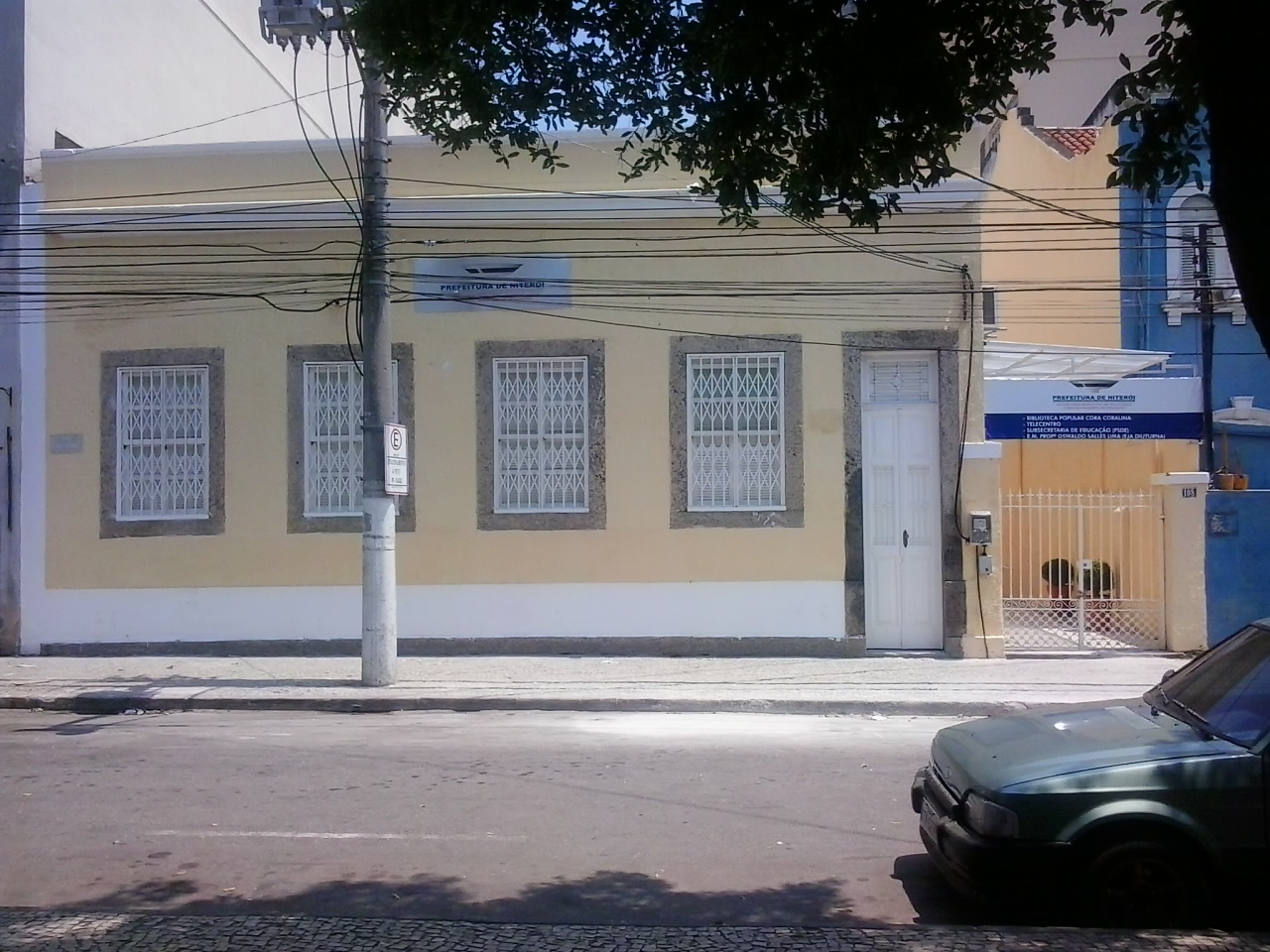
Dependência técnica da FME, sedia em casarão histórico, próximo ao Paço Municipal de Niterói.

A revolução científico-pedagógica, que vivenciamos nas décadas de 80 e 90 do século XX, lançou desafios e novas exigências para o terceiro milênio, indicando a proposta de adesão aos ideais de igualdade e considerando a democracia como eixo central do processo de transformação social. Neste contexto, os municípios, por meio de suas políticas públicas na área social, como a educação, poderiam e deveriam ser palco de experimentações de alcance universal. As novas relações entre Estado e sociedade passaram a conferir cidadania a todos os sujeitos sociais, entendidos como sujeitos de direitos, e a rejeitar as diferentes formas de dominação e opressão, no plano econômico, político e cultural. Nessa perspectiva, coube aos governos locais, no seu cotidiano, transformarem-se em “Escola de Cidadãos”.
Entretanto, um novo período histórico sempre traz conflitos, contradições e dúvidas. Assim, a ousadia da mudança para o aprimoramento e a modernização da ação educacional fortaleceu a Cidade de Niterói, a ponto de “começar o amanhã”, investindo nos aparentemente simples fazeres do cotidiano. Após intensos debates ocorridos, com o protagonismo de atores políticos, de profissionais da educação e de instituições da sociedade civil, foi criada a Fundação Municipal de Educação de Niterói, com base na Lei n° 924/91 e no Decreto n° 6.172/91, visando garantir o aperfeiçoamento da gestão educacional e a autonomia necessária para a efetivação de atos administrativos ágeis, especialmente no tocante aos processos relativos às unidades municipais de educação.
A opção política pelo sistema de escolha dos diretores escolares por eleição direta, em 1991; a implementação do Programa Criança na Creche, em 1994; a implantação, em 1999, de uma proposta político-pedagógica que tentava estabelecer um novo paradigma, simbolizado pela adoção do sistema de ciclos; o advento de um Plano de Cargos, em 2001; a expansão de vagas e de unidades escolares na Rede Municipal de Educação, bem como os primeiros passos rumo à identificação de Niterói como Cidade Educadora, a partir de 2003, são, entre outros, marcos importantes da história da FME.

## Presente e Futuro
Desde 2007, a Fundação Municipal de Educação tem avançado, sempre buscando o diálogo como principal mediação, ao adotar um amplo conjunto de medidas, tais como: reformulação pedagógica, com efetiva experimentação do sistema de ciclos; pleno reconhecimento do caráter escolar das Unidades Municipais de Educação Infantil (UMEIs), inclusive apostando na vivência real da integralidade do tempo escolar, nas UMEIs definidas como “de tempo integral”; expansão da Rede Municipal, do ponto de vista do número de unidades escolares e das matrículas, sem descuidar da recuperação e da modernização das unidades já existentes; valorização dos profissionais da educação, inclusive com o advento de um novo Plano de Cargos, em 2006, e com múltiplas ações de formação continuada; aperfeiçoamento administrativo e pedagógico do Programa Criança na Creche, bem como sua expansão sob uma nova lógica; fortalecimento da gestão colegiada, seja no tocante aos Conselhos Escola-Comunidade, seja no que se refere aos Conselhos diretamente ligados à gestão educacional (Conselhos Municipais de Educação, do FUNDEF e de Alimentação Escolar); organização do Sistema Municipal de Ensino de Niterói; aprofundamento do da promoção da leitura na escola e na Cidade, com o qualificado trabalho das escolas e com a criação de uma promissora Rede de Bibliotecas Populares Municipais; avanço na inclusão digital, com os Telecentros; aposta nos projetos especiais, no âmbito dos quais se destaca o Projeto Cateretê nas Artes, possível germe da futura Escola Municipal de Arte Brasileira; ênfase na comunicação e na preservação da memória institucional; preocupação com a inclusão sócio-educacional de jovens, adultos e pessoas com necessidades educativas especiais; colaboração com a União, destacando-se a ampliação do Programa de Educação, Leitura e Escrita (PELE), na área de alfabetização de adultos, a implementação de projetos como Escola Aberta e Segundo Tempo e, em especial, a implantação do Colégio Pedro II em Niterói, a partir do ano letivo de 2006.
O futuro reserva à FME grandes desafios: aprofundar os avanços que vêm conquistando ao longo de sua gloriosa trajetória de quinze anos, com destaque para a consolidação do direito à educação em Niterói; o fortalecimento da escola pública municipal; a valorização de seus profissionais; a construção do Plano Municipal de Educação, a ser aprovado, de forma democrática e participativa, na I Conferência Municipal de Educação, programada para dezembro de 2006; a confirmação de Niterói como Cidade Educadora; e, enfim, o compromisso, que há de se eternizar, com a educação, a cidadania e a dignidade de todos os cidadãos niteroienses, especialmente de suas crianças.